# Città antiche in Sicilia
In questa voce sono elencate e posizionate le città presenti in Sicilia prima e dopo l'arrivo dei Greci (metà VIII secolo a.C.).

## Mappa generale
* = Cultura di Pantalica;

** = Cultura di Sant'Angelo Muxaro;

E = Culture della Sicilia a nord-est;

O = Culture della Sicilia a nord-ovest);

 = Stazioni micenee;

 = Ripostigli;

 = Città sicule;

 = Città elime;

 = Città sicane;

 = Città puniche;

 = Città fondate dai greci

coi segni Ca = Origine calcidese, nell'isola di Eubea;

Co = Origine corinzia;

M = Origine megarese;

Cr = Origine cretese;

R = Origine rodiese; 

## Elenco

### "A"
| nome greco/latino (nome italiano)                                              | Principali scrittori che ne fanno menzione                                             | Fondazione e breve storia | Ubicazione | Monetazione | Distruzione e resti |
| ------------------------------------------------------------------------------ | -------------------------------------------------------------------------------------- | --- | --- | --- | --- |
| ᾿Αδρανον/Hadrānum (Adrano)                                                     | Plutarco, Diodoro Siculo, Silio Italico, Stefano bizantino, Eliano, ecc.               | Sul preesistente insediamento siculo (anche se sembra che in principio fu sicano e, solo dopo, siculo), Dionisio di Siracusa fonderà Adrano (400 a.C.) | Ai piedi dell'Etna a circa 8 km dal fiume Simeto (Adernò)                                                                     | Monetazione dell'età timoleontea: testa laureata - lyra; testa femminile - cavallo marino; Adranos come divinità fluviale - toro cozzante; testa femminile - grano d'orzo | Di ignota fine. Sul sito sono presenti resti di mura, torri e, dell'epoca romana, terme e tombe. A poca distanza sono presenti necropoli (Difesa dei Mulini, Chiusa del Dammuso) |
| Ἀγάθυρνα o Ἀγαθύρνον/Agathyrnum (Agatirso o Agatirno)                          | Strabone, Tolomeo, Diodoro, Suda, Stefano bizantino, Livio, Plinio il Vecchio, ecc.    | Secondo la leggenda fu fondata da Agatirso, figlio di Eolo re di Lipari, poco prima che gli Achei invadessero Troia. Storicamente, è un centro di fondazione peloponnesiaca, forse colonia di Tindari ma l'insediamento fu conosciuto solo in epoca romana                                                                   | Attuale Capo d'Orlando o Sant'Agata di Militello                                                                              | – | Invasa dai Berberi |
| Ἀγύριον/Agyrium (Agira o, meno frequenti, Agirina o Argira)                    | Strabone, Tolomeo, Diodoro, Suda, Livio, Plinio, ecc.                                  | Fondata dai Siculi, probabilmente fu una tra le più antiche città fondate in Sicilia. Nel 339 a.C. fu conquistata da Timoleonte; fu patria dello storico Diodoro (I secolo a.C.) | Nell'attuale comune di San Filippo d'Argirò                                                                                   | Prima serie (V secolo a.C.): aquila - croce (ruota?); testa giovanile, forse di Ercole - protome di un toro androprosopo. Seconda serie (IV secolo a.C.): testa di Giove - figura virile, forse di Iolao con accanto un cane; testa di Ercole - Ercole che uccide l'Idra; " " - bue androprosopo; testa di Bacco- figura di una moglie; testa giovanile cornuta - cavallo; ecc. | – |
| Ἁλικύαι/Halyciae (Alicia)                                                      | Tucidide, Diodoro, Teopompo, Stefano bizantino, Cicerone, ecc.                         | Recenti scavi (XXI secolo) portano a credere che la città sia stata una fondazione degli Elimi, anziché dei Sicani come si era spesso ritenuto in passato. Nel 397 a.C., diventerà città alleata dei Cartaginesi e verrà rivendicata da Dionisio. Altre menzioni si hanno nelle guerre pirriche e nella prima guerra punica. | Attuale Salemi | Testa di Diana - testa di Apolline | Dagli Arabi |
| Ἀλόντιον o Ἀλούντιον/Aluntium o Haluntium (Alonzio o, meno frequente, Alunzio) | Lettere (spurie) di Falaride, Tolomeo, Plinio, Cicerone, Dionisio di Alicarnasso, ecc. | Secondo la leggenda, fu fondata dai compagni di Enea. Storicamente, è stata fondata dai Siculi (o, forse, già prima dai Sicani). Al tempo di Cicerone, durante la repubblica romana, (Verrine, III, 43) la città godeva di una certa importanza                                                                              | Con molta probabilità nell'attuale S. Marco d'Alunzio, o nelle vicinanze. Sulle sue rovine è forse sorto il castello di Brolo | Testa di Giove - aquila, spesso col Tridente; testa coronata di Ercole - clava e faretra; testa galeata di Marte - bue androprosopo; testa di Mercurio - Caduceo; " " - soldato armato e cornucopia; testa di Bacco cornuta - corona, in primo piano il nome della città; testa di Ercole coperto dalla pelle di un leone - bue cozzante                                        | Dagli Arabi |
| Ἀμήσελον/Ameselum (Ameselo o, meno frequente, Amaselo)                         | Diodoro, Plinio e Tolomeo                                                              | Freeman la considera una città sicula. Da Diodoro (XXII, 15) si conosce che fu conquistata da Gerone II nel 269 a.C. Più tardi verrà ricostruita, stando alle testimonianze di Plinio e Tolomeo | Secondo Diodoro la città era situata tra Agyrion e Centuripe (Regalbuto)                                                      | – | – |